# 艾菈·荷里塢
艾菈·荷里塢（英語：Ella Hollywood，1999年9月19日—），是一名跨性別的成人影星。男裝的時候叫做Jean，女裝時稱為Ella，亦會在Twitch上開遊戲直播。

## 生涯
出生於加利福尼亞州洛杉磯市。於2018年12月正式出道成人電影女演員，19年歲時，拍攝了首部作品Starlet Is Born - Ella Hollywood，由導演Buddy Wood為TS-Casting Couch.com網站錄製。
除了Grooby 導演的作品，他還與Gender X、Evil Angel、Devil's Film、TransErotica、Trans Angels、Transsensual、Mancini Productions、Pure TS、Mile High、Feminized、Kink.com和Smash Pictures等工作室的合作。
2020年，首次獲得AVN獎的提名。迄今為止，已參與了70多部成人電影的拍攝。

## 獲獎
| 年份 | 典禮           | 結果 | 獎項                             | 作品                 |
| ---- | -------------- | ---- | -------------------------------- | -------------------- |
| 2019 | 夜遊成人娛樂獎 | 提名 | 最佳變性藝人                     |                      |
| 2020 | AVN獎          | 提名 | AVN 年度跨性別表演者             |                      |
| 2020 | AVN獎          | 提名 | AVN 最佳變性人性愛場景           | Menage à Trans 4     |
| 2020 | AVN獎          | 提名 | 粉絲獎：最喜歡的變性藝人         |                      |
| 2020 | AVN獎          | 提名 | 粉絲獎：最喜歡的網絡鏡頭變性女孩 |                      |
| 2020 | 跨性別情色獎   | 提名 | 最佳硬調色情演員                 |                      |
| 2020 | 跨性別情色獎   | 提名 | 最佳新演員                       |                      |
| 2020 | 跨性別情色獎   | 提名 | 最佳虛擬現實場景                 | Little Slut Face     |
| 2021 | AVN獎          | 提名 | AVN 年度跨性別表演者             |                      |
| 2021 | AVN獎          | 提名 | AVN 最佳變性人性愛場景           | My TS Stepdaughter 2 |

## 外部連結
- 艾菈·荷里塢的Instagram帳戶
- 艾菈·荷里塢的X（前Twitter） - 18禁內容
- 艾菈·荷里塢的X（前Twitter）
- 艾菈·荷里塢的Twitch频道
- 艾菈·荷里塢在互联网电影资料库（IMDb）上的資料（英文）
- 艾菈·荷里塢在網際網路成人電影資料庫
- 成人電影資料庫上Ella Hollywood的资料（英文）